# 耶波卡帕
14°30′N 90°57′W / 14.500°N 90.950°W
耶波卡帕（西班牙語：Yepocapa），是危地馬拉的城鎮，位於該國中部，由奇馬爾特南戈省負責管轄，面積217平方公里，海拔高度1,403米，2002年人口23,509，人口密度每平方公里108.34人。